# آی‌کلاد
آی‌کلود (به انگلیسی: iCloud) یک فضای ابری و سرویس رایانش ابری از شرکت اپل است. این سرویس در تاریخ ۶ ژوئن ۲۰۱۱ در کنفرانس جهانی توسعه‌دهندگان اپل معرفی شد. این سرویس به کاربران خود این امکان را می‌دهد که داده‌های خود، مانند فایل‌های موسیقی را بر روی سرورهای دور دست قرار دهند و بتوانند از دستگاه‌های مختلف مانند دستگاه‌های مبتنی بر آی‌اواس یا کامپیوترهای شخصی (دارای سیستم‌عامل اواس ایکس یا ویندوز) دانلود کنند. همچنین این سرویس جایگزین سرویس موبایل‌می است. این سرویس به عنوان مرکز هماهنگ کنندهٔ داده‌ها برای ایمیل، تماس‌ها، تقویم، بوک‌مارک‌ها، یادداشت‌ها، فهرست کارها و سایر داده‌ها فعالیت می‌کند و ٥گیگابایت فضای قابل ارتقا ابری ارائه می دهد. در سال ۲۰۱۲ بیش از ۱۲۵ میلیون کاربر از این سرویس استفاده می‌کنند.

## هک شدن آی‌کلود
در تاریخ ۳۱ اوت ۲۰۱۴، بیش از ۱۰۰ تصویر برهنه خصوصی از شخصیت‌های برجسته هنری و سینمایی توسط هکری ناشناس از آی‌کلاد سرقت و در اینترنت پخش شد.